# 油煎

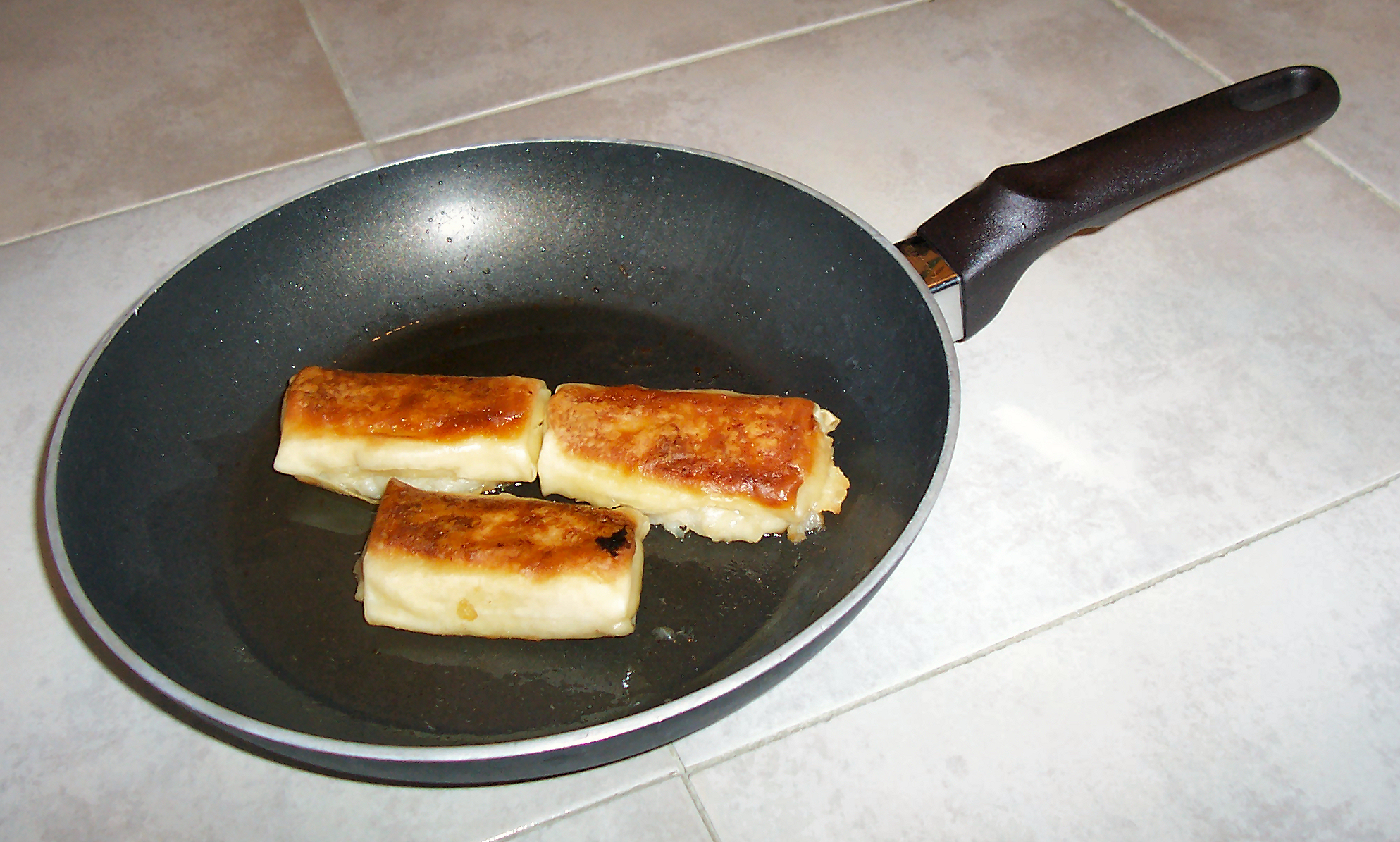
煎

煎是常见的烹調方法，指用鍋把少量的食用油(烹調用油)加熱到攝氏150-200度之間，再把食物放进去，使其熟透。表面會產生美拉德反應而成金黄色乃至微焦，並散發濃烈、特殊的焦香味。

## 分類
- 乾煎
將食材煎成後加入調味料再兜勻[1]；或先以大火將材料拌勻，再以小火煎熟[2]
- 濕煎
將食材煎成後加入調味料和芡汁或上湯稍炆[1][2]
- 貼
只煎食材的一面，如荷包蛋、鍋貼、田雞[1]
- 煎封
多用於魚，先將食材用最快的時間煮熟食材表面，保留其肉汁，再放入調味料繼續煮，這樣既能感覺到皮脆，也能嘗到肉汁[3][1][2]

## 工具
- 平底鍋
- 鐵板
- 石板